# José Luis Munuera (Comiczeichner)

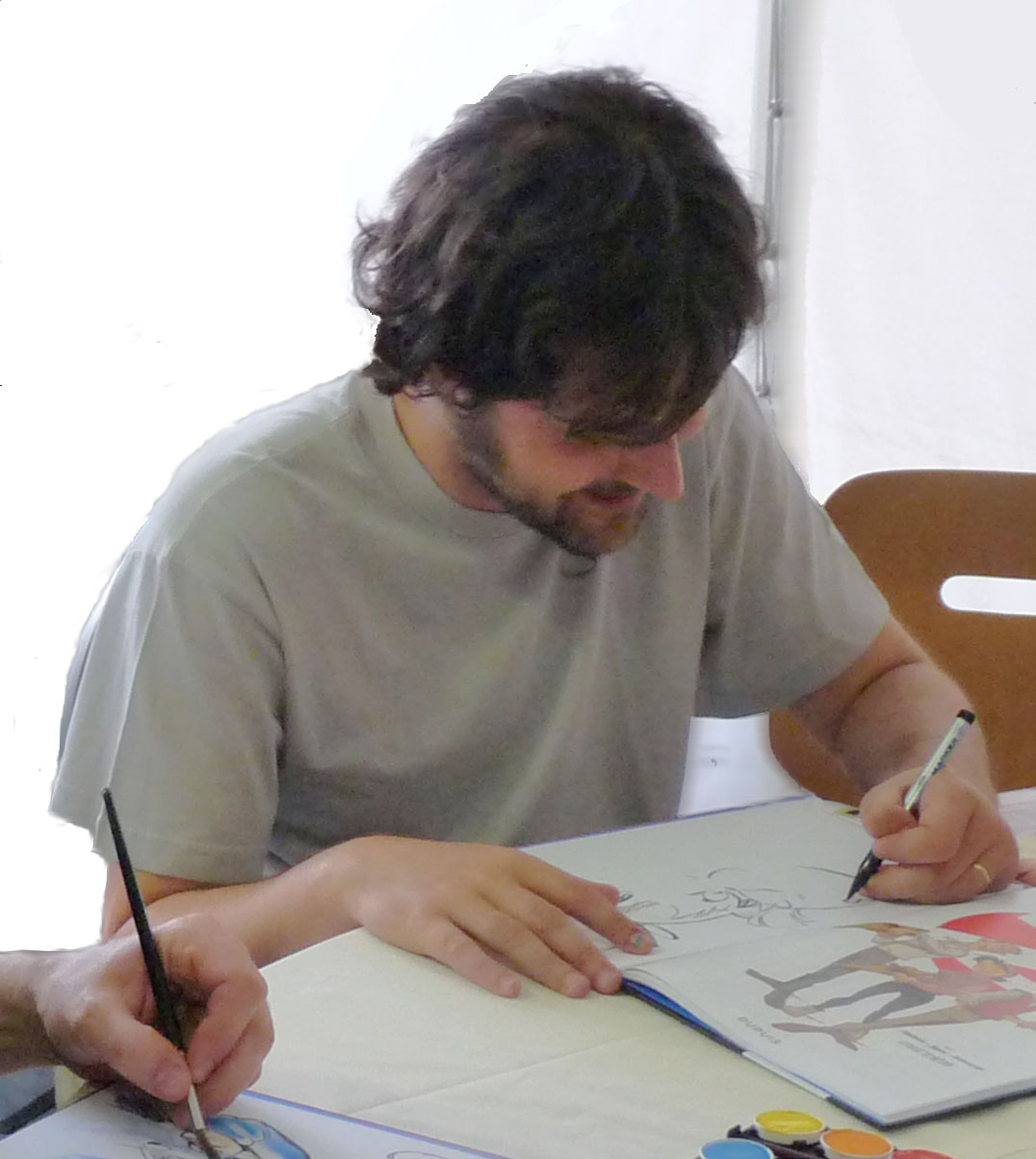
José Luis Munuera (2009)

José Luis Munuera (* 21. April 1972 in Lorca) ist ein spanischer Comiczeichner.

## Leben
Er studierte fünf Jahre Kunst in Granada, brach das Studium jedoch zugunsten des Comiczeichnens ab.
Seinen Anfang machte er mit der Geschichte No Hay Domingos en el Infierno, die von einem spanischen Verleger veröffentlicht wurde. Beim Festival International de la Bande Dessinée d’Angoulême traf er Joann Sfar, mit dem er die Serien Les Potamoks (Delcourt, 1996–97) und Merlin (Delcourt, 1999–2002) erschuf.
Mit dem Autor Jean-David Morvan arbeitet er seit 1999 zusammen. In diesem Jahr brachten sie 'Sir Pyle S. Culape' heraus. Im Jahr 2002 übernahm Morvan die Serie Merlin von Sfar; Munuera und Morvan erstellten zudem fünf Nävis-Alben. Zwischen 2004 und 2006 stellten beide vier neue Alben für die klassische Reihe Spirou und Fantasio her, die sie von Tome und Janry übernahmen.
Munueras Vorbilder sind Jean Giraud und Uderzo.
Seine Serien sind im Stil von André Franquin (Gaston, Spirou und Fantasio), Morris (Lucky Luke), Turk / Bob de Groot (Robin aus dem Wald, Percy Pickwick) oder Raoul Cauvin / Willy Lambil (Die blauen Boys).

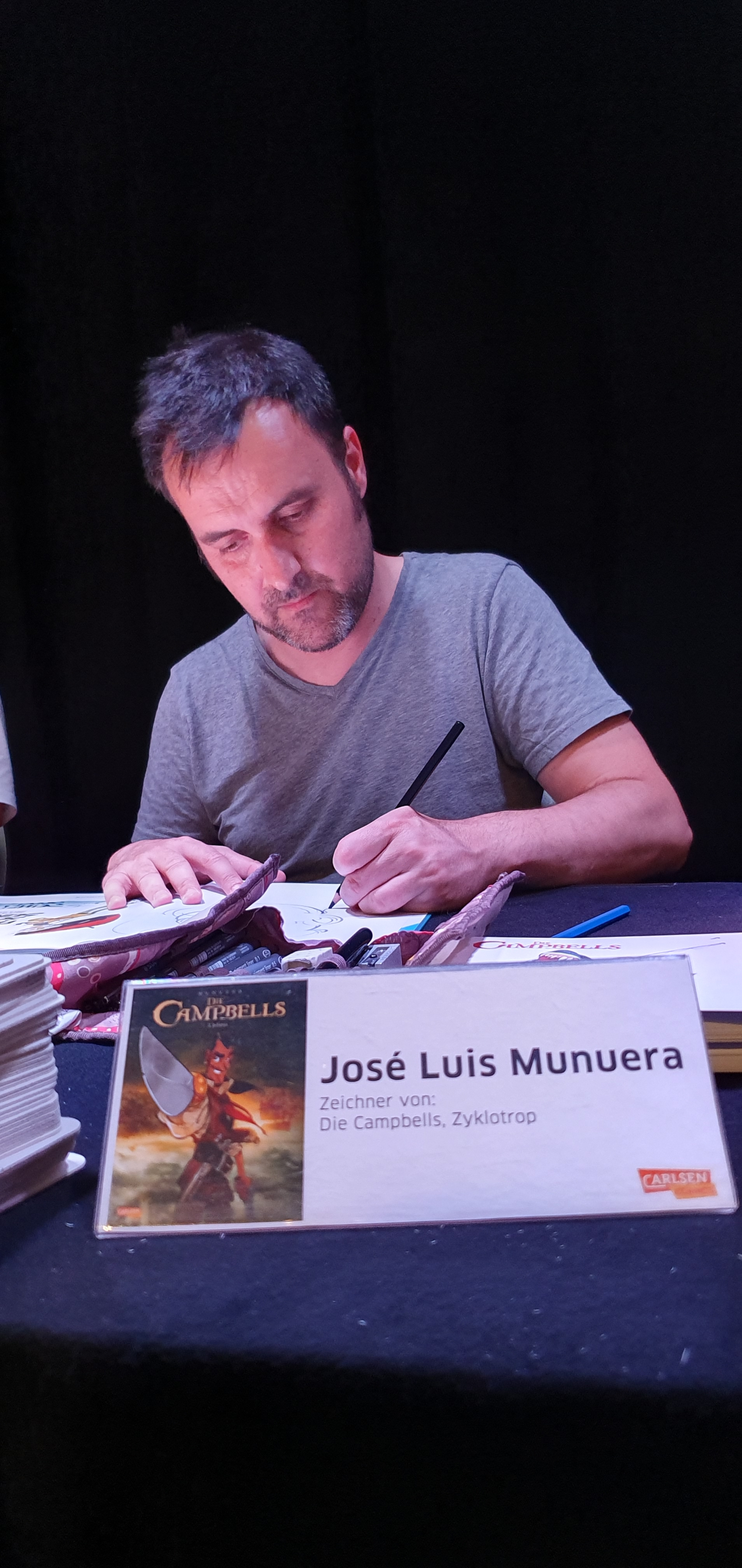
José Luis Munuera 2019 auf dem Comicfestival München

## Comic-Bände
Alle Serien erscheinen in Deutschland bei Carlsen Comics:
- Die Potamoks (Joann Sfar/José Luis Munuera)
- Merlin (Joann Sfar/José Luis Munuera/José-Luis Morvan (seit 2002))
- Die Chroniken von Sillage (José Luis Morvan/José Luis Munuera/Philippe Buchet/Bengal)
- Nävis (Jean-David Morvan/José Luis Munuera)
- Spirou und Fantasio (Jean-David Morvan/José Luis Munuera, Band 45–48)
- Das Zeichen des Mondes (Enrique Bonet/José Luis Munuera)
- Zyklotrop (Ableger von Spirou und Fantasio, bis jetzt 3 Bände)
- Die Campbells (5 Bände)[1]

## Einzelausgaben (Auswahl)
- Herman Melville: Bartleby, der Schreiber. Übersetzt von Tanja Krämling. Splitter Verlag, Bielefeld 2021, ISBN 978-3-96792-168-7.[2]